# Devyn Nekoda
Devyn Nekoda (Brantford, Ontario, 12 de diciembre del 2000) es una actriz y bailarina canadiense. Ha aparecido en numerosas series de televisión desde muy joven, y apareció en la película slasher de 2023 Scream VI.

## Primeros años
Nekoda se crio cerca de Brantford, Ontario, donde fue a la escuela. Estudió artes circenses, gimnasia y jugaba al fútbol. Comenzó a bailar a los dos años en Simcoe, Ontario.

## Carrera
Actriz infantil y bailarina, apareció en Utopia Falls y Backstage. anteriormente también tuvo un papel como Arlene en el spin-off canadiense Degrassi: The Next Generation. Tuvo un papel recurrente como Riley is en la primera serie de la serie de Netflix Ginny & Georgia, y en 2022 apareció en la película de comedia musical de Disney Sneakerella, una actualización del siglo XXI de la historia de Cenicienta.
Nekoda aparece en la película de 2023 Scream VI como Anika Kayoko, una estudiante de la Universidad de Blackmore y novia de Mindy Meeks-Martin,así como Tess en la comedia romántica de la televisión estadounidense The Holiday Shiff en The Roku Channel.

## Filmografía
| Año       | Título                        | Función       | Notas                                       |
| --------- | ----------------------------- | ------------- | ------------------------------------------- |
| 2014      | Degrassi: The Next Generation | Arlene        | 4 episodios                                 |
| 2014      | El siguiente paso             | Troupe Dancer | 2 episodios                                 |
| 2015-2016 | Annnedroids                   | Charlie       | Papel recurrente, 7 episodios.              |
| 2016-2017 | Backstage                     | Vanessa       | Papel principal                             |
| 2016-2018 | Raising Expectations          | Madison       | 2 episodios                                 |
| 2019      | Ghostwriter                   | Alice         | 1 episodio                                  |
| 2020      | Utopia Falls                  | Sabio V       | Papel principal                             |
| 2020      | Grand Army                    | Suki          | 1 episodio                                  |
| 2021      | Ginny & Georgia               | Riley         | Papel recurrente (temporada 1), 6 episodios |
| 2022      | Sneakerella                   | Sami          | Película                                    |
| 2023      | Scream VI                     | Anika Kayoko  | Película                                    |
| 2023      | The Holiday Shiff             | Tess          | Papel principal                             |